# Giải phóng Paris
Sự kiện giải phóng Paris, hay còn được biết với tên trận Paris, diễn ra trong cuộc Chiến tranh thế giới thứ hai, từ ngày 19 tháng 8 năm 1944 cho tới khi lực lượng chiếm đóng Đức đầu hàng vào ngày 25 cùng tháng. Trước đó, thủ đô Pháp phải chịu sự quản lý của Đức Quốc xã từ tháng 6 năm 1940 khi quân đội Đức chiếm miền Bắc và Tây Pháp trong Trận chiến nước Pháp, còn chính phủ bù nhìn Vichy thành lập thủ đô ở thành phố Vichy, thuộc vùng Auvergne-Rhône-Alpes. Đối với Hoa Kỳ, trận giải phóng Paris có ý nghĩa lịch sử như sự kết thúc thắng lợi của chiến dịch Normandie đẫm máu vào mùa hè, trong khi người châu Âu coi sự kiện này là một bước ngoặt cho cuộc chiến. Nói cách khác, người ta cho rằng sự kiện giải phóng Paris đã chấm dứt cuộc giải phóng nước Pháp với thắng lợi hoàn toàn của phe Đồng Minh.
Thị dân Paris đã bắt đầu nổi dậy từ ngày 19 tháng 8 năm 1944, nhưng quân đội Đức đã sắp sửa dập tắt được cuộc nổi dậy này. Nhưng sau cùng, với việc Sư đoàn Thiết giáp số 2 của Pháp dưới quyền Tướng Philippe Leclerc cùng với quân đội Hoa Kỳ kéo vào Paris (quân Hoa Kỳ đã "dọn dẹp" hướng Đông thành phố), quân Đức phải đầu hàng sau khi Sở Chỉ huy quân Đức bị đánh úp. Tướng Dietrich von Choltitz của Đức đã được giao trách nhiệm kêu gọi ngừng bắn. Sau khi Paris được giải phóng, quân Đồng Minh khải hoàn tiến vào thành phố vào ngày 26 tháng 8 năm 1944. Tướng Charles De Gaulle đã tái cơ cấu Chính phủ Pháp. Trong niềm hoan hỉ, ông đã tổ chức lễ diễu binh chiến thắng cùng với lực lượng Kháng chiến quân Pháp và quân Mỹ từ Khải Hoàn môn xuống điện Elysées.
Là đỉnh cao thắng lợi cho cuộc tiến công nước Pháp của quân lực Đồng Minh, Sự kiện giải phóng Paris đã kết thúc sự chiếm đóng của người Đức trên đất Pháp, tái lập nền Cộng hòa, cũng là dấu chấm hết cho chính phủ Vichy. Do đó, theo góc nhìn của De Gaulle, cuộc giải phóng Paris đã hoàn tất mục tiêu trọng đại của ông. Thắng lợi của cuộc giải phóng Paris đã mang lại kết thúc tốt đẹp cho mối quan hệ đầy sóng gió giữa De Gaulle với lực lượng Pháp tự do trong thời chiến. Ngoài ra, thắng lợi này của quân lực Đồng Minh cũng biểu trưng cho sự sụp đổ hoàn toàn của Quân đội Đức Quốc xã tại nước Pháp.